# ニューヨーク・ゴング
ニューヨーク・ゴング（New York Gong）は、ゴングから離れたデヴィッド・アレンが1978年に渡米して結成したバンド。

## 略歴
1978年、デヴィッド・アレンが自己のビートニクの表現を求めてアメリカに渡り、ニューヨークにてダウン・タウン・ミュージック・シーンのミュージシャン、ビル・ラズウェル、フレッド・マー、ビル・ベーコンら「ズー・バンド (Zu Band)」のメンバーとともに結成したプロジェクト・バンドがニューヨーク・ゴングである。1980年にチャーリー・レコードからアルバム『アバウト・タイム』を発表。アルバムには、マイケル・バインホーン、マーク・クレイマー、ゲイリー・ウィンドなどがゲスト参加している。
この頃、彼らや他のミュージシャンとともに作ったトラックをもとにビデオ・アートを使ったライブ・パフォーマンスをアレン名義で行っている。
アレンを除いたグループは後に「マテリアル」と名乗り、実験音楽を基調にダンス・ミュージックとミックスして1980年代のポピュラー・ミュージック・シーンを切り開いていく。

## ディスコグラフィ

### アルバム
- 『アバウト・タイム』 - About Time (1980年、Charly)

### シングル
- "Much Too Old" (1979年、Charly)
- "Jungle Windo(w)" (1980年、Charly)

### 関連アルバム
- デヴィッド・アレン : 『プレイバックス80』 - Divided Alien Playbax 80 (1982年、Charly)
- デヴィッド・アレン : Alien In New York (1983年、Charly)
- デヴィッド・アレン : Divided Alien Clockwork Band (1997年、Voiceprint) ※1980年ライブ録音